# Svartegöl (Ramkvilla socken, Småland)
Svartegöl är en sjö i Vetlanda kommun i Småland och ingår i Mörrumsåns huvudavrinningsområde.